# 117

117(백십칠)은 116보다 크고 118보다 작은 자연수다.

## 수학
- 합성수로, 그 약수는 1, 3, 9, 13, 39, 117이다. 진약수의 합은 65이므로 117은 부족수다.
- 9번째 오각수다. 앞의 오각수는 92, 다음은 145다.
- {\displaystyle 117=6^{2}+9^{2}}
  - 연속하는 두 개의 {\displaystyle 3n}({\displaystyle n}은 자연수)의 제곱합으로 나타낼 수 있는 수다. 이 성질을 지닌 앞의 수는 45, 다음 수는 225다.
- {\displaystyle 117=1^{2}+4^{2}+10^{2}}
  - 연속하는 세 사면체수의 제곱합으로 나타낼 수 있는 가장 작은 수다. 이 성질을 지닌 다음 수는 516이다.
- {\displaystyle 53^{2}-1}은 117로 나누어떨어진다.

## 과학
- 테네신(Ts)의 원자 번호.
- NGC 117: 고래자리  방향에 있는 렌즈형은하.

## 교통

### 철도
- 철도차량
  - 일본국유철도 117계 전동차(일본어판, 영어판)

- 철도역
  - 수도권 전철 1호선 녹천역의 역번호.
  - 부산 도시철도 1호선 범일역의 역번호.
  - 대구 도시철도 1호선 대곡역의 역번호.
  - 대전 도시철도 1호선 구암역의 역번호.
  - 광주 도시철도 1호선 광주송정역의 역번호.

### 도로
- 고속도로 및 국도
  - 아우토반 117호선(영어판, 독일어판): 독일의 고속도로.
  - 일본 117번 국도(일본어판): 나가노현 나가노시에서 니가타현 오지야시까지 이어지는 일본의 국도.
- 기타 도로
  - 현도 제117호선

## 군사
- U-117: 독일의 군용 잠수함. 제1차 세계 대전에 사용된 1917년제 모델(영어판)과 제2차 세계 대전에 사용된 1941년제 모델(영어판)이 있다.

## 문화유산
- 대한민국의 국보 제117호: 장흥 보림사 철조비로자나불좌상
- 대한민국의 보물 제117호: 상주 화달리 삼층석탑
- 대한민국의 사적 제117호: 경복궁

## 방송
- 스카이라이프의 엑스원 채널 번호.
- 지니 TV의 TV아시아 플러스 채널 번호.
- B tv의 ETN연예TV 채널 번호.
- U+ TV의 골프앤PBA 채널 번호.
- LG헬로비전의 SPOTV 프라임 채널 번호.
- KT HCN의 채널차이나 채널 번호.

## 기타
- 날짜: 1월 17일, 11월 7일
- 연도: 117년, 기원전 117년
- 대한민국에서 학교 폭력 신고 전화번호.
  - 117chat: 서울지방경찰청에서 학생들과 익명으로 대화하는 앱.
- 일본에서 일본 국내의 표준시각 안내를 위한 전화번호.